# Simpsonichthys
Simpsonichthys ist eine Gattung der Saisonfische aus der Familie Rivulidae und gehört zur Gruppe der Eierlegenden Zahnkarpfen. Mit Ausnahme von Simpsonichthys espinhacensis sind alle Arten dieser Gattung im Quellgebiet des Rio Paraná, Rio São Francisco und Rio Araguaia in Zentralbrasilien beheimatet. Die Art Simpsonichthys espinhacensis stammt aus dem Flussbecken des oberen Rio Jequitinhonha.

## Merkmale
Simpsonichthys-Arten haben einen mehr oder weniger hohen, seitlich abgeflachten Körper und werden 2 bis 6 cm lang. Sie sind in den meisten Fällen bräunlich gefärbt mit einer Streifenzeichnung auf den Körperseiten. Die Männchen haben höhere und längere Rücken- und Afterflossen und mehr Flossenstrahlen als die Weibchen. Von der nah verwandten Gattung Cynolebias zu der ursprünglich auch Simpsonichthys boitonei, die Typusart der Gattung Simpsonichthys gezählt wurde, unterscheidet sich Simpsonichthys durch das Fehlen von Bauchflossen. Simpsonichthys-Arten sind Saisonfische, d. h., sie bewohnen Gewässer, welche regelmäßig austrocknen. Ihre beim Laichen in den Bodengrund versenkten Eier machen eine Diapause durch und die Jungfische schlüpfen nach 2 bis 5 Monaten mit den einsetzenden Regenfällen am Ende der Trockenzeit.

## Arten

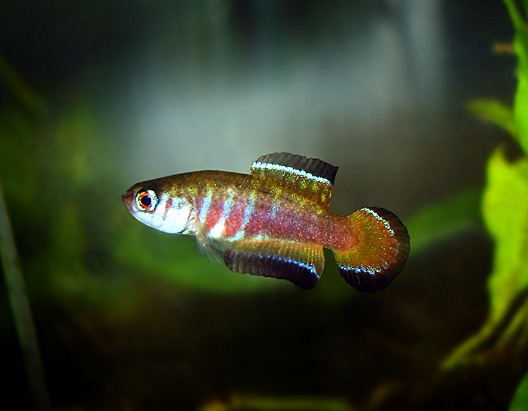
Simpsonichthys nigromaculatus

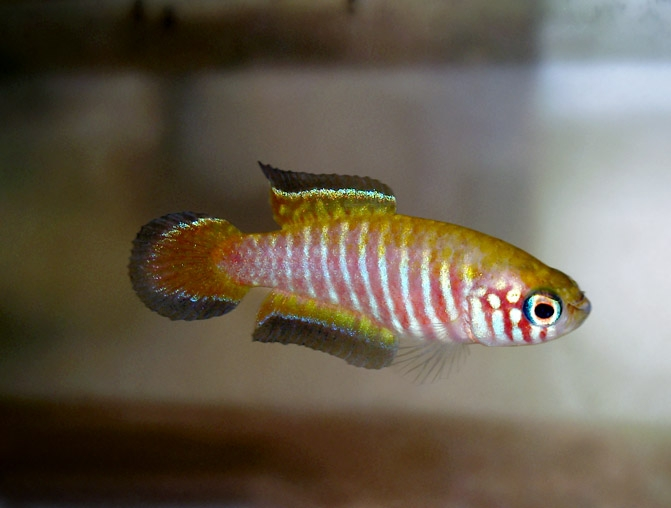
Simpsonichthys parallelus

Die Gattung Simpsonichthys umfasst folgende neun Arten:
- Simpsonichthys boitonei Carvalho, 1959
- Simpsonichthys cholopteryx Costa, Moreira & Lima, 2003
- Simpsonichthys espinhacensis Nielsen, Pessali & Dutra, 2017
- Simpsonichthys margaritatus Costa, 2012
- Simpsonichthys nigromaculatus Costa, 2007
- Simpsonichthys parallelus Costa, 2000
- Simpsonichthys punctulatus Costa & Brasil, 2007
- Simpsonichthys santanae (Shibatta & Garavello, 1992)
- Simpsonichthys zonatus (Costa & Brasil, 1990)